# Hälltjärnen (Revsunds socken, Jämtland)
Hälltjärnen är en sjö i Bräcke kommun i Jämtland och ingår i Ljungans huvudavrinningsområde.